# Metabolos angustifolius
Metabolos angustifolius är en måreväxtart som beskrevs av Dc.. Metabolos angustifolius ingår i släktet Metabolos och familjen måreväxter. Inga underarter finns listade i Catalogue of Life.